# Lladorre
Lladorre település Spanyolországban, Lleida tartományban. Lladorre Alins, Esterri de Cardós, Vall de Cardós, La Guingueta d’Àneu, Couflens, Ustou, Aulus-les-Bains és Auzat községekkel határos. Lakosainak száma 254 fő (2024).

## Népesség
A település népessége az utóbbi években az alábbiak szerint változott:
| Lakosok száma | 219  | 563  | 552  | 445  | 221  | 212  | 227  | 232  | 230  | 254  |
|               | 1717 | 1887 | 1936 | 1960 | 1986 | 2004 | 2009 | 2014 | 2019 | 2024 |